# Rato (stacja metra)
Rato – stacja końcowa metra w Lizbonie, na linii Amarela. Została otwarta w dniu 29 grudnia 1997 roku, w ramach rozbudowy tej linii do strefy Largo do Rato.
Stacja znajduje się na Largo do Rato, umożliwiając dostęp do Narodowego Muzeum Historii Naturalnej i Nauki, Ogrodu Botanicznego w Lizbonie, Teatro da Cornucópia i siedziby Sociedade Nacional de Belas Artes. Projekt architektoniczny jest autorstwem Jorge Sancheza i malarzy Marii Heleny Vieira da Silva, Árpáda Szenes i Manuela Cargaleiro. Podobnie jak najnowsze stacje metra w Lizbonie, jest przystosowana do obsługi pasażerów niepełnosprawnych.